# Champ-d'Oiseau
Champ-d'Oiseau è un comune francese di 77 abitanti situato nel dipartimento della Côte-d'Or nella regione della Borgogna-Franca Contea.

## Società

### Evoluzione demografica
Abitanti censiti